# CrRNA
El crRNA, CRISPR-RNA, o ARNcr és un petit fragment d'ARN que fa de guía de la nucleasa Cas9 cap a la seqüència diana, ja que són complementàries. Forma part del sistema CRISPR.